# Idaea politaria
Idaea politaria är en fjärilsart som beskrevs av Jacob Hübner 1799. Idaea politaria ingår i släktet Idaea och familjen mätare. Inga underarter finns listade i Catalogue of Life.